# Guerra birmano-siamese (1563-1564)
La guerra birmano-siamese del 1563-1564, conosciuta anche come la guerra dell'elefante bianco, fu combattuta tra il regno birmano della dinastia di Toungoo e il regno di Ayutthaya. Fu il secondo conflitto tra i due Stati dopo che nella precedente guerra del 1547-1549 i Siamesi avevano respinto l'invasione birmana.
L'esercito birmano fu capeggiato da re Bayinnaung, che era stato un generale durante la prima campagna. La nuova guerra si concluse con la resa dei Siamesi dopo che la capitale era stata assediata e bombardata. I Birmani non occuparono Ayutthaya e si limitarono ad accettare il vassallaggio dei Siamesi, i quali sarebbero riusciti a rendersi indipendenti per un breve periodo nel 1568 prima di capitolare definitivamente alla superiorità militare di Bayinnaung nell'agosto del 1569.

## Premesse
Durante la grave crisi dinastica attraversata da Ayutthaya dal 1533 al 1548 vi furono i primi scontri tra birmani e siamesi. In quel periodo era salito al trono del Regno di Toungoo Tabinshwehti, il quale iniziò l'espansione che nel 1545 avrebbe riunificato la Birmania, trasformandola in una delle maggiori potenze militari del sudest asiatico e una grave minaccia per l'indebolito Siam.
La crisi siamese sembrò superata con la nomina a re di Maha Chakkraphat,che ricompensò i nobili che lo avevano posto sul trono, in particolare diede in sposa la propria figlia Khun Phiren Thorathep, che fu nominato governatore di Phitsanulok con il nome regale Maha Thammaracha.

### Prima invasione birmana
Informato sul periodo di crisi di Ayutthaya, Tabinshwehti invase per la prima volta il Siam nel 1547, occupando territori meridionali del Tenasserim, a quel tempo conteso tra i due regni. L'attacco al cuore del regno siamese che il re birmano pianificò ebbe inizio nell'ottobre 1548 con tre armate che partirono da Martaban, I siamesi concentrarono le difese nella capitale ed ingaggiarono battaglia nel febbraio del 1549. L'esercito uscì dalla città comandato da re Maha Chakkrraphat e parteciparono allo scontro anche la regina Suriyothai e la figlia principessa Boromdhilok. L'armata siamese raggiunse la colonna guidata dal viceré di Prome e, com'era consuetudine di quel tempo, i due comandanti si affrontarono in un duello testa a testa sul dorso degli elefanti. Il re siamese fu salvato dall'eroico sacrificio della moglie Suriyothai, che morì combattendo e permise all'esercito di ricomporsi e fare rientro in città.
Il successivo assedio di Ayutthaya si protrasse fino a quando Tabinshwehti seppe che stava arrivando a supporto degli assediati un grosso esercito da Phitsanulok, comandato da Maha Thammaracha, e che nella capitale Pegu era in corso una ribellione dei Mon. Diede l'ordine di ritirata, durante la quale i Birmani tesero un'imboscata agli inseguitori e catturarono il principe Ramesuan, erede al trono di Ayutthaya, e lo stesso Maha Thammaracha, imponendo a Maha Chakkraphat di poter lasciare il Siam incolumi in cambio della riconsegna dei due principi.

### Il secondo impero birmano
Per proteggere Ayutthaya da eventuali nuove invasioni, Maha Chakkraphat prese diversi accorgimenti e riorganizzò il sistema di chiamata alle armi. Diede inoltre ordine di catturare il maggior numero possibile di elefanti, considerati fondamentali per la guerra. Al ritorno dalla campagna in Siam, Tabinshwehti entrò in un grave periodo di crisi personale e ne approfittarono i popoli assoggettati in precedenza, le cui ribellioni frantumarono il regno. Il generale Bayinnaung assunse la reggenza e mentre combatteva per soffocare una rivolta lontano dalla capitale, una nuova ribellione dei Mon di Pegu portò nel 1550 all'assassinio di Tabinshweti. Bayinnaung riuscì a ristabilire un proprio regno nel 1551 nella vecchia capitale Toungoo.
Al comando di Bayinnaung, che è stato definito il Napoleone della Birmania, l'esercito di Toungoo divenne un'invincibile macchina da guerra. Nel giro di pochi anni fu nuovamente riunificato il paese, furono riprese Pegu, Prome, e Ava, vennero annessi i principati degli Shan, fu conquistato il Regno Lanna, che perse per sempre l'indipendenza a 265 anni dalla fondazione, e una parte del Regno di Chiang Hung. In virtù delle sue conquiste, Bayinnaung fu in grado di regnare su un largo impero, il più grande mai esistito nel sudest asiatico ed il secondo dei birmani tre secoli dopo la caduta del Regno di Pagan.

## Il conflitto
Tra i vari elefanti fatti catturare da Maha Chakkraphat ce n'era qualcuno bianco, considerato sacro nel sudest asiatico e simbolo di potere regale. Il pretesto per scatenare il secondo conflitto siamese-birmano fu il rifiuto del re siamese di cedere due di questi pachidermi sacri a Bayinnaung, che li aveva richiesti. Per questo motivo la seconda invasione birmana è passata alla storia anche come la "guerra dell'elefante bianco".
Le operazioni presero il via nell'autunno del 1563 e furono facilitate dal fatto di partire da Chiang Mai, nonché dalle epidemie e dalla carestia che in quel periodo affliggevano la parte settentrionale del Regno di Ayutthaya. Furono conquistate con facilità le città del nord e Maha Thammaracha, constatata la superiorità nemica, consegnò nel gennaio del 1564 Phitsanulok al nemico e ingrossò l'esercito di Bayinnaung mettendogli a disposizione 70 000 uomini. A titolo di garanzia dovette consegnare come ostaggi agli invasori i propri figli Naresuan e Ekathotsarot, che furono deportati a Pegu. Da quel momento Maha Thammaracha sarebbe rimasto per diversi anni un fedele vassallo dei birmani come re di Phitsanulok.
Le truppe di Pegu giunsero ad Ayutthaya nel febbraio del 1564 ed iniziarono a bombardare la città. Vistosi perduto, Maha Chakkraphat scese a patti con Bayinnaung che, nella fretta di tornare in patria, acconsentì a ritirarsi imponendo pesanti condizioni. Ayutthaya diveniva uno stato vassallo della Birmania e si impegnava a versare tributi annuali, venivano ceduti quattro elefanti bianchi ed era riconosciuto ai birmani il diritto di sfruttamento di Mergui, a quel tempo il maggiore porto della regione per volume di scambi commerciali. Furono deportati in Birmania alcuni membri della casa reale come ostaggi, tra questi vi fu sicuramente il principe Ramesuen e probabilmente lo stesso Maha Chakkraphat. Il trono di Ayutthaya fu dato a Mahinthra Thirat, figlio di Chakkraphat, che regnò come vassallo dei birmani.